# Кларксбург (Огайо)
Кларксбург (англ. Clarksburg) — селище (англ. village) в США, в окрузі Росс штату Огайо. Населення — 409 осіб (2020).

## Географія
Кларксбург розташований за координатами 39°30′21″ пн. ш. 83°9′15″ зх. д. / 39.50583° пн. ш. 83.15417° зх. д. (39.505898, -83.154081).  За даними Бюро перепису населення США в 2010 році селище мало площу 0,45 км², уся площа — суходіл.

## Демографія
Згідно з переписом 2010 року, у селищі мешкало 455 осіб у 166 домогосподарствах у складі 117 родин. Густота населення становила 1018 осіб/км².  Було 184 помешкання (412/км²).
Расовий склад населення:
| - 98,5 % — білих - 0,2 % — чорних або афроамериканців |

До двох чи більше рас належало 0,9 %. Частка іспаномовних становила 1,8 % від усіх жителів.
За віковим діапазоном населення розподілялося таким чином: 29,0 % — особи молодші 18 років, 56,7 % — особи у віці 18—64 років, 14,3 % — особи у віці 65 років та старші. Медіана віку мешканця становила 34,8 року. На 100 осіб жіночої статі у селищі припадало 89,6 чоловіків;  на 100 жінок у віці від 18 років та старших — 92,3 чоловіків також старших 18 років.
Середній дохід на одне домашнє господарство  становив 39 986 доларів США (медіана — 25 667), а середній дохід на одну сім'ю — 41 766 доларів (медіана — 29 167). За межею бідності перебувало 36,4 % осіб, у тому числі 45,8 % дітей у віці до 18 років та 19,4 % осіб у віці 65 років та старших.
Цивільне працевлаштоване населення становило 160 осіб. Основні галузі зайнятості: роздрібна торгівля — 25,0 %, виробництво — 13,8 %, освіта, охорона здоров'я та соціальна допомога — 12,5 %, мистецтво, розваги та відпочинок — 11,9 %.